# راولفیا تترافولا
راولفیا تترافولا (نام علمی: Rauvolfia tetraphylla) نام یک گونه از تیره خرزهره‌ایان است.